# Савин, Виталий Анатольевич
Виталий Анатольевич Савин (род. 23 января 1966, Джезказган, Карагандинская область) — советский и казахстанский легкоатлет, спринтер, олимпийский чемпион (Сеул, 1988) в эстафете 4×100 м. Заслуженный мастер спорта СССР (1988). Сестра Лариса — мастер спорта по футболу. Женат. Дети: дочь Наталия, сын Владислав.

## Карьера
На чемпионатах мира в залах в Севилье (1991) и Барселоне (1995) в беге на 60 метров занимал соответственно 7-е и 8-е места.

## Достижения
- Лучший результат на дистанции 50 м — 5,72 с (5.02.1995, Мадрид) — является рекордом Азии для залов.
- Лучший результат на дистанции 60 м (в помещении) — 6,51 с (1.02.1992, Москва)
- Лучший результат на дистанции 100 м — 10,08 с (13.08.1992, Линц).